# Julien Bègue
Julien Bègue (Saint-Pierre, 8 agosto 1993) è un calciatore francese, attaccante del Template:Calcio Trouville-Deauville.

## Palmarès

### Club

#### Competizioni nazionali
- Coppa di Francia: 1

Guingamp: 2013-2014